# Кириллова, Екатерина
Екатери́на Кири́ллова (; род. 21 февраля 1973) — белорусская кёрлингистка и тренер по кёрлингу.

## Достижения
- Чемпионат Беларуси по кёрлингу среди смешанных пар: золото (2016).

## Команды
| Сезон                                               | Четвёртый           | Третий              | Второй              | Первый              | Запасной                                   | Турниры                          |
| --------------------------------------------------- | ------------------- | ------------------- | ------------------- | ------------------- | ------------------------------------------ | -------------------------------- |
| 2010—11                                             | Екатерина Кириллова | Алина Павлючик      | Наталия Свержинская | Сюзанна Ивашина     | тренер: Дмитрий Кириллов                   | ЧЕ 2011 (гр. C) (5 место)        |
| 2011—12                                             | Екатерина Кириллова | Алина Павлючик      | Наталия Свержинская | Сюзанна Ивашина     | Арина Свержинская                          | ЧЕ 2012 (гр. C)                  |
| 2012—13                                             | Екатерина Кириллова | Алина Павлючик      | Сюзанна Ивашина     | Наталия Свержинская | Арина Свержинская тренер: Дмитрий Кириллов | ЧЕ 2012 (19 место)               |
| 2013—14                                             | Алина Павлючик      | Наталия Свержинская | Евгения Орлис       | Екатерина Кириллова | Арина Свержинская тренер: Артис Зентелис   | ЧЕ 2013 (17 место)               |
| 2014—15                                             | Алина Павлючик      | Наталия Свержинская | Сюзанна Ивашина     | Екатерина Кириллова | Арина Свержинская тренер: Катя Киискинен   | ЧЕ 2014 (19 место)               |
| 2017—18                                             | Daria Bogatova      | Natalia Rudnitskaya | Екатерина Кириллова | Полина Петрова      | Vera Dosava тренер: Василий Тележкин       | ЧЕ 2018 (гр. C) (5 место)        |
| Кёрлинг среди смешанных команд (mixed curling)      |                     |                     |                     |                     |                                            |                                  |
| 2009—10                                             | Дмитрий Кириллов    | Екатерина Кириллова | Dmitry Yarko        | Евгения Орлис       | Anna Alexandrovich                         | ЧЕСК 2009 (23 место)             |
| 2010—11                                             | Дмитрий Кириллов    | Екатерина Кириллова | Дмитрий Ерко        | Алина Павлючик      |                                            | ЧЕСК 2010 (20 место)             |
| 2011—12                                             | Дмитрий Кириллов    | Алина Павлючик      | Дмитрий Ерко        | Екатерина Кириллова | Наталия Свержинская Сюзанна Ивашина        | ЧЕСК 2011 (21 место)             |
| 2012—13                                             | Дмитрий Кириллов    | Алина Павлючик      | Дмитрий Ерко        | Екатерина Кириллова | Andrey Aulasenka                           | ЧЕСК 2012 (20 место)             |
| 2013—14                                             | Алина Павлючик      | Дмитрий Кириллов    | Екатерина Кириллова | George Kirillov     |                                            | ЧЕСК 2013 (16 место)             |
| 2015—16                                             | Павел Петров        | Екатерина Кириллова | Дмитрий Кириллов    | Полина Петрова      |                                            | ЧМСК 2015 (31 место)             |
| 2016—17                                             | Илья Шоломицкий     | Екатерина Кириллова | Дмитрий Рудницкий   | Татьяна Торсунова   |                                            | ЧБСК 2017 (4 место)              |
| Кёрлинг среди смешанных пар (mixed doubles curling) |                     |                     |                     |                     |                                            |                                  |
| 2013—14                                             | Дмитрий Кириллов    | Екатерина Кириллова |                     |                     |                                            | ЧМСП 2014 (31 место)             |
| 2014—15                                             | Дмитрий Кириллов    | Екатерина Кириллова |                     |                     |                                            | ЧМСП 2015 (29 место)             |
| 2016—17                                             | Илья Шоломицкий     | Екатерина Кириллова |                     |                     | тренер: Антон Батугин (ЧМСП)               | ЧБСП 2016 · ЧМСП 2017 (22 место) |
| 2017—18                                             | Дмитрий Рудницкий   | Екатерина Кириллова |                     |                     |                                            | ЧБСП 2018 (6 место)              |
| 2020—21                                             | Алексей Смотрин     | Екатерина Кириллова |                     |                     |                                            | ЧБСП 2020 (4 место)              |

(скипы выделены полужирным шрифтом)

## Результаты как тренера национальных сборных
| Год  | Турнир                            | Сборная            | Место |
| ---- | --------------------------------- | ------------------ | ----- |
| 2010 | Чемпионат Европы по кёрлингу 2010 | Беларусь (мужчины) | 22    |
| 2011 | Чемпионат Европы по кёрлингу 2011 | Беларусь (мужчины) | 25    |
| 2014 | Чемпионат Европы по кёрлингу 2014 | Беларусь (мужчины) | 28    |